# チヒルィーン
チヒルィーン（ウクライナ語：Чигири́н ；意訳：「叢林」）は、ウクライナのチェルカースィ州チヒルィーン地区にある都市。チャスムィーン川河岸に位置する。面積は約14.12km²（2005年）。人口は10,600人（2007年）。

## 歴史

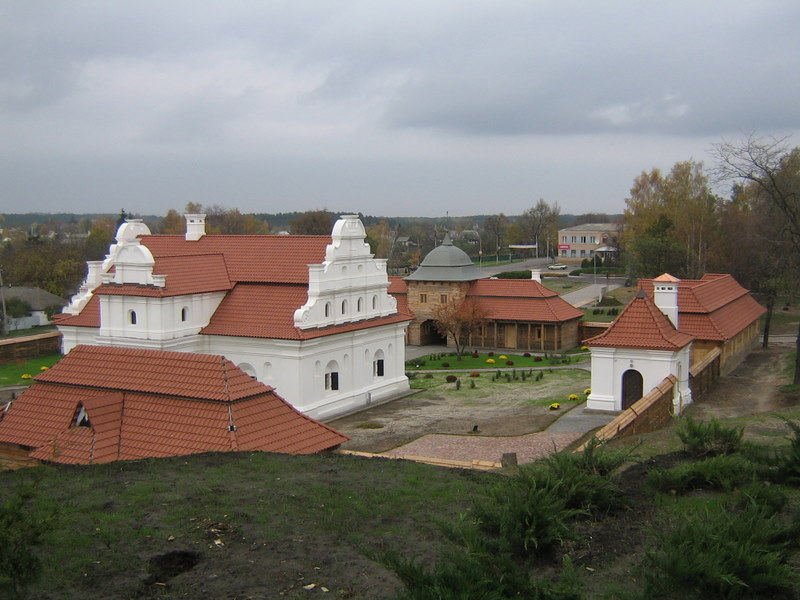
ボフダン・フメリニツキー（2009年に復元）。

チヒルィーンは16世紀前半からキユフ県の南部、ウクライナ・コサックの要塞化した町として知られた。1592年にポーランド・リトアニア共和国の王ジグムント3世より自治権を賜った。
17世紀前半にわたってコサックの反乱軍の拠点であった。1648年から1660年にかけてポーランド・リトアニア共和国から独立したコサック国家の首都とヘーチマンの居城となった。また、1648年から1712年までにコサック国家チヒルィーン連隊の連隊庁所在地であった。しかし露土戦争中の1678年、チヒルィーンはオスマン帝国・クリミア汗国の同盟軍によって全滅され、著しく衰退した。
18世紀にポーランド・リトアニア共和国の支配下に戻り、ハイダマーカ叛乱軍の拠り所の一つであった。1797年、ポーランド・リトアニア共和国の分割の結果、ロシア帝国に属するようになり、キエフ県チヒルィーン郡の中心地となった。
1917年から1921年にかけてのチヒルィーンは、ウクライナ人民共和国とロシアのボリシェヴィキとの争い場となった。その後、ウクライナ社会主義共和国の支配下に置かれた。1923年にチヒルィーン地区の地区庁所在地となった。1941年8月7日にチヒルィーンはドイツ軍に占領されたが、1943年12月12日にソ連の赤軍によって奪い返された。1954年にチヒルィーン町が市制施行し、チヒルィーン市が発足した。1991年、ソ連の崩壊に伴い、独立したウクライナの都市となった。

## 経済
経済の基盤は農業、食料産業、毛皮産業、建材産業（煉瓦工場）、建築産業である。

## 文化
チヒルィーンはウクライナ・コサックに纏わる文化財が多い。その中にはチヒルィーン城跡（17世紀）、救世主聖堂の跡（17世紀）、ボフダン・フメリニツキーの館（復元）などがある。チヒルィーン国立歴史文化公園も存在する。